# Гек (Німеччина)
Гек (нім. Heek) — сільська громада в Німеччині, знаходиться в землі Північний Рейн-Вестфалія. Підпорядковується адміністративному округу Мюнстер. Входить до складу району Боркен.
Площа — 68,98 км2. Населення становить 8651 ос. (станом на 31 грудня 2020).

## Політика

### Міський голова
На виборах 2014 року Франц-Йозеф Вайлінгхоф (незалежний, підтримуваний СДПН) набрав 58% голосів проти чинного президента Ульріха Гельміха (ХДС). У 2020 році він був переобраний, набравши 69,1% голосів.

### Герб і прапор

Герб[3]
Банер[4]
Прапор
Герб колишнього муніципалітету Нінборг
Герб колишнього муніципалітету Гек до 1972 року
Герб колишнього офісу Нінборга

## Галерея

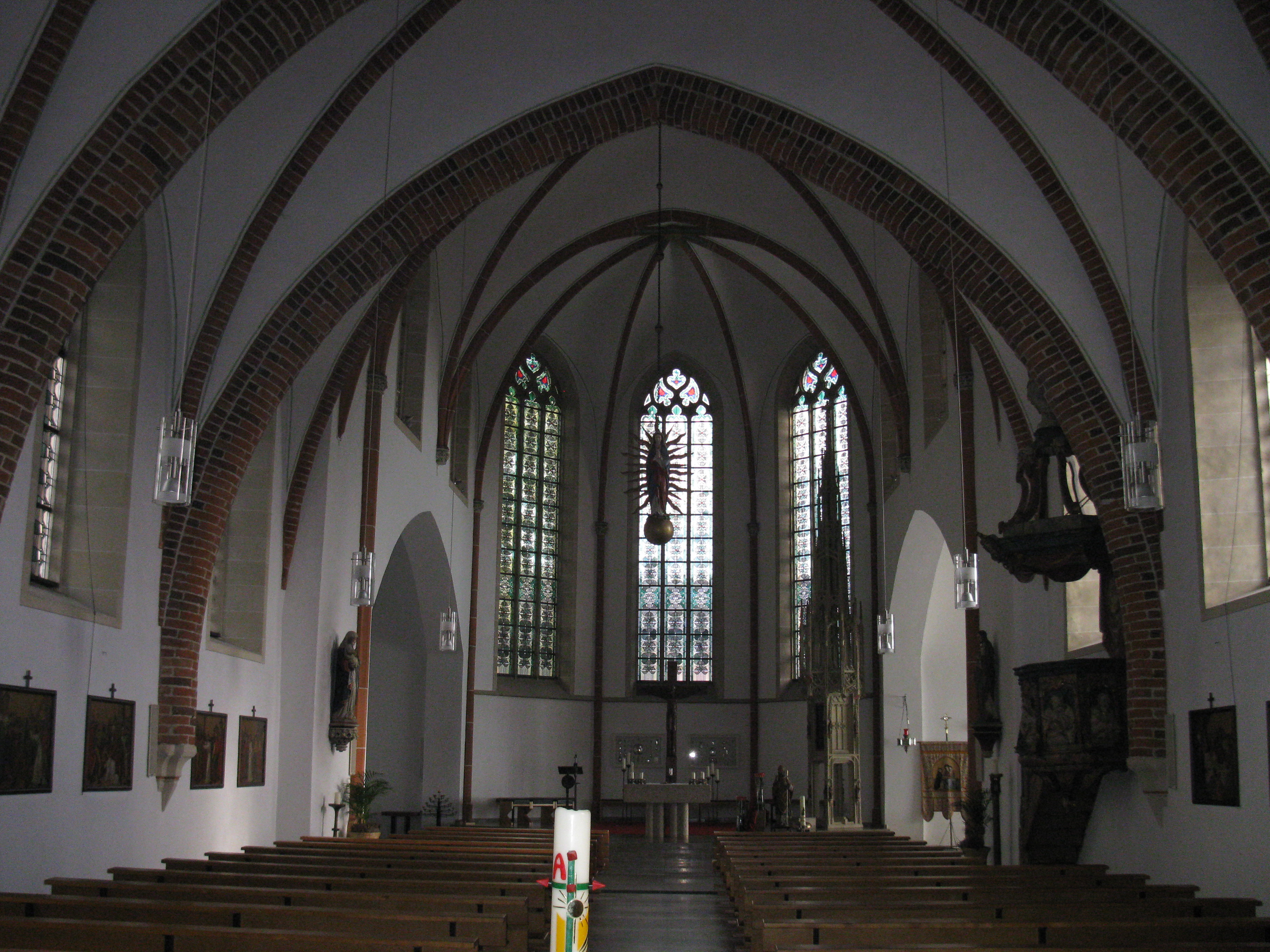
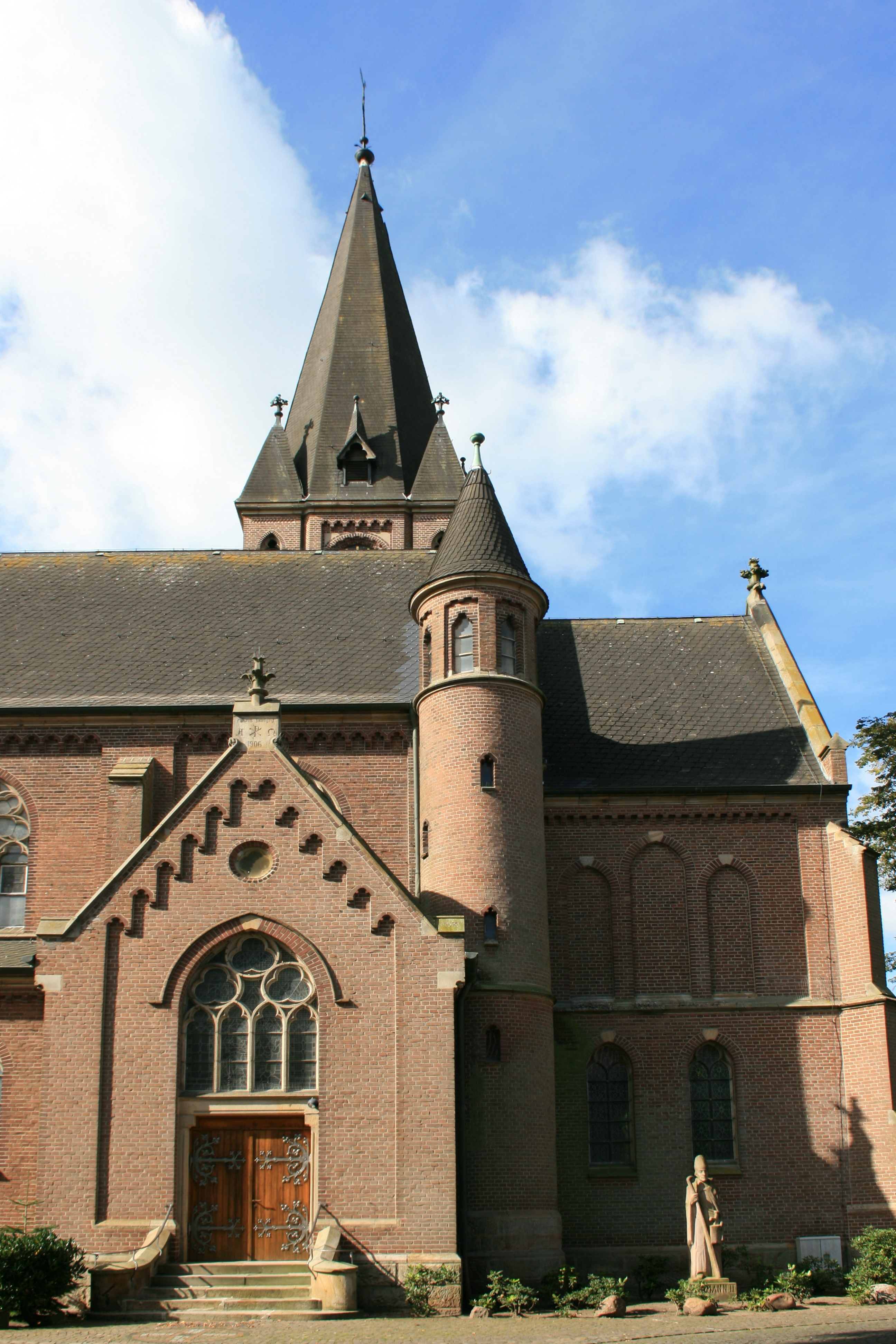
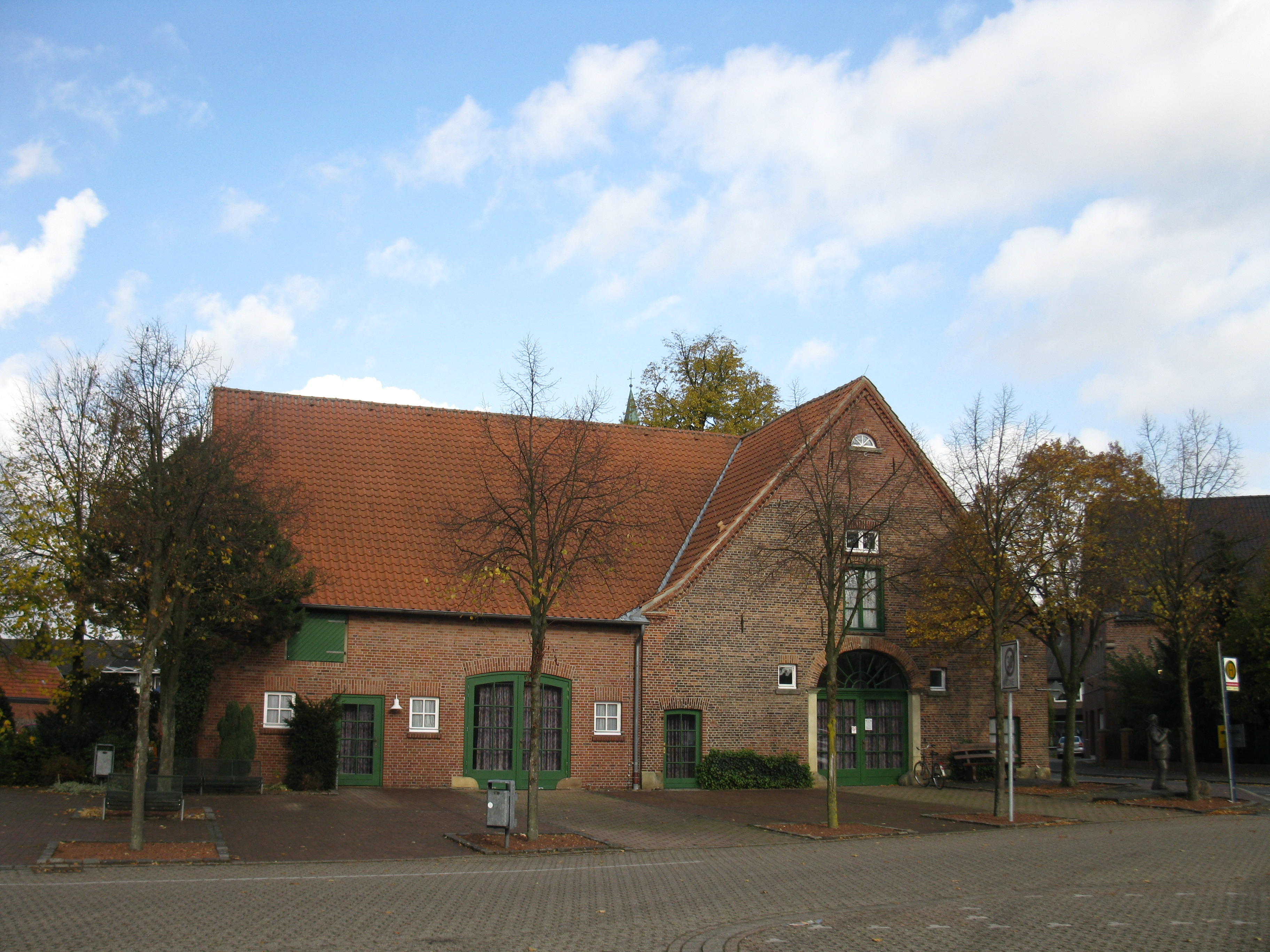
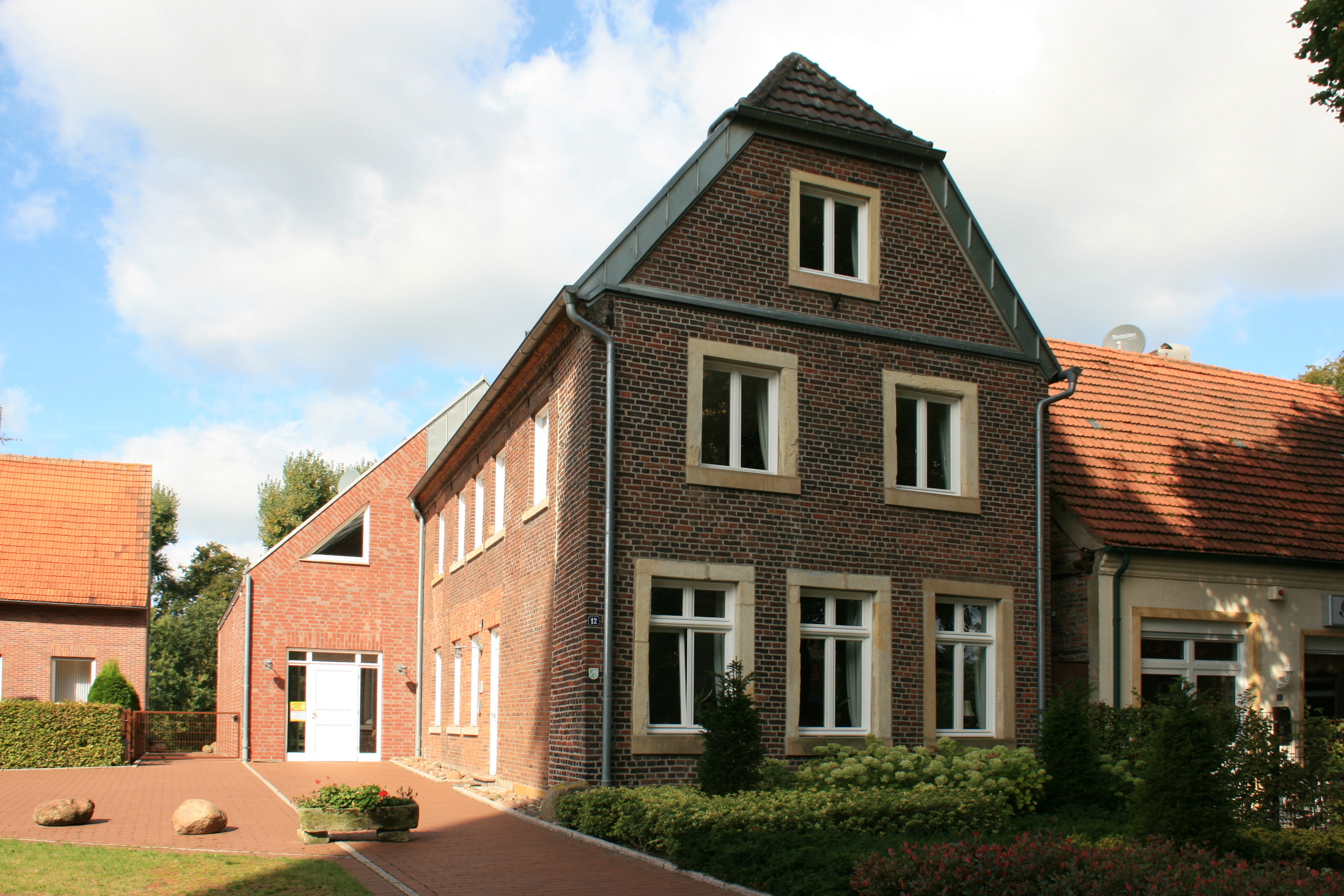
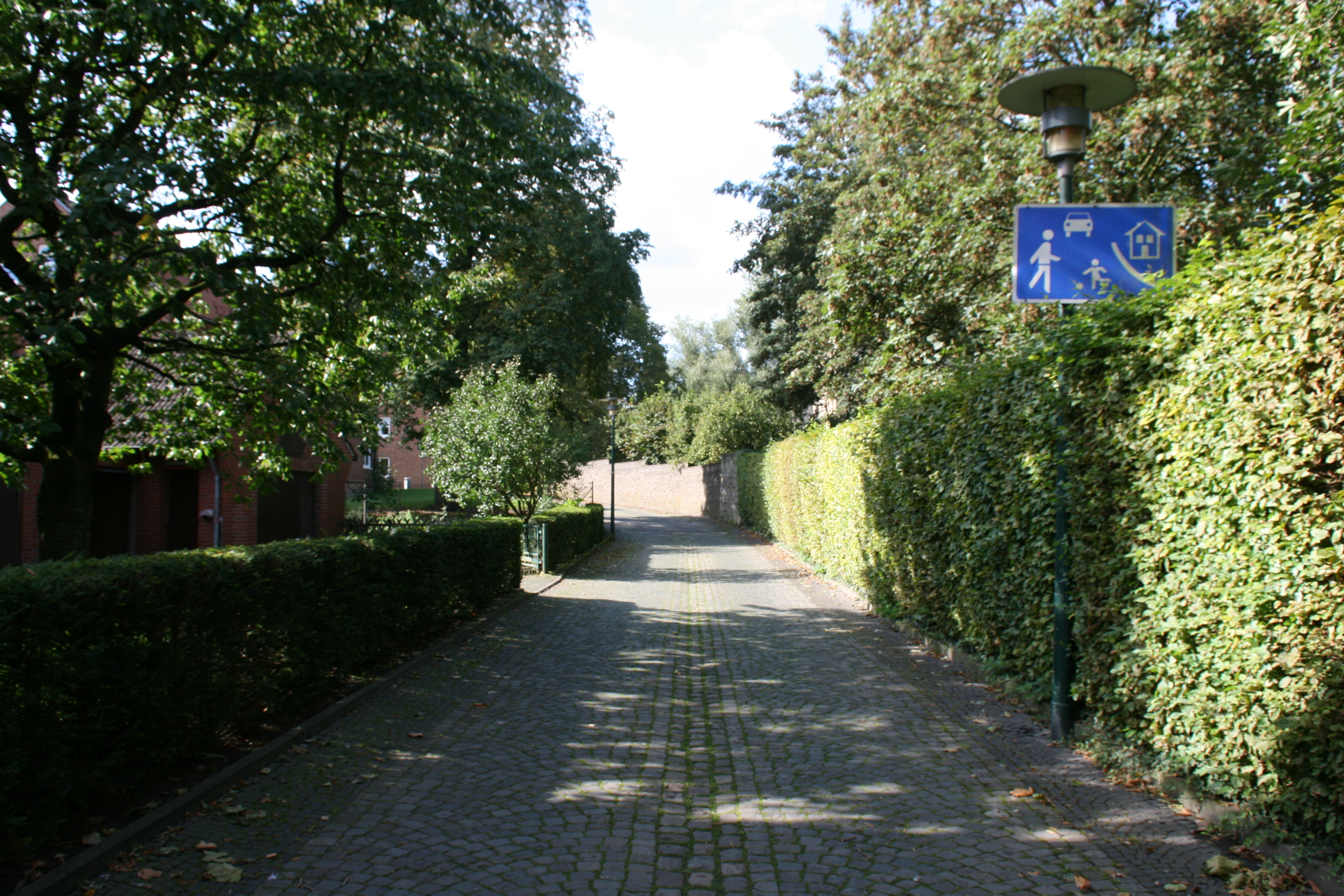
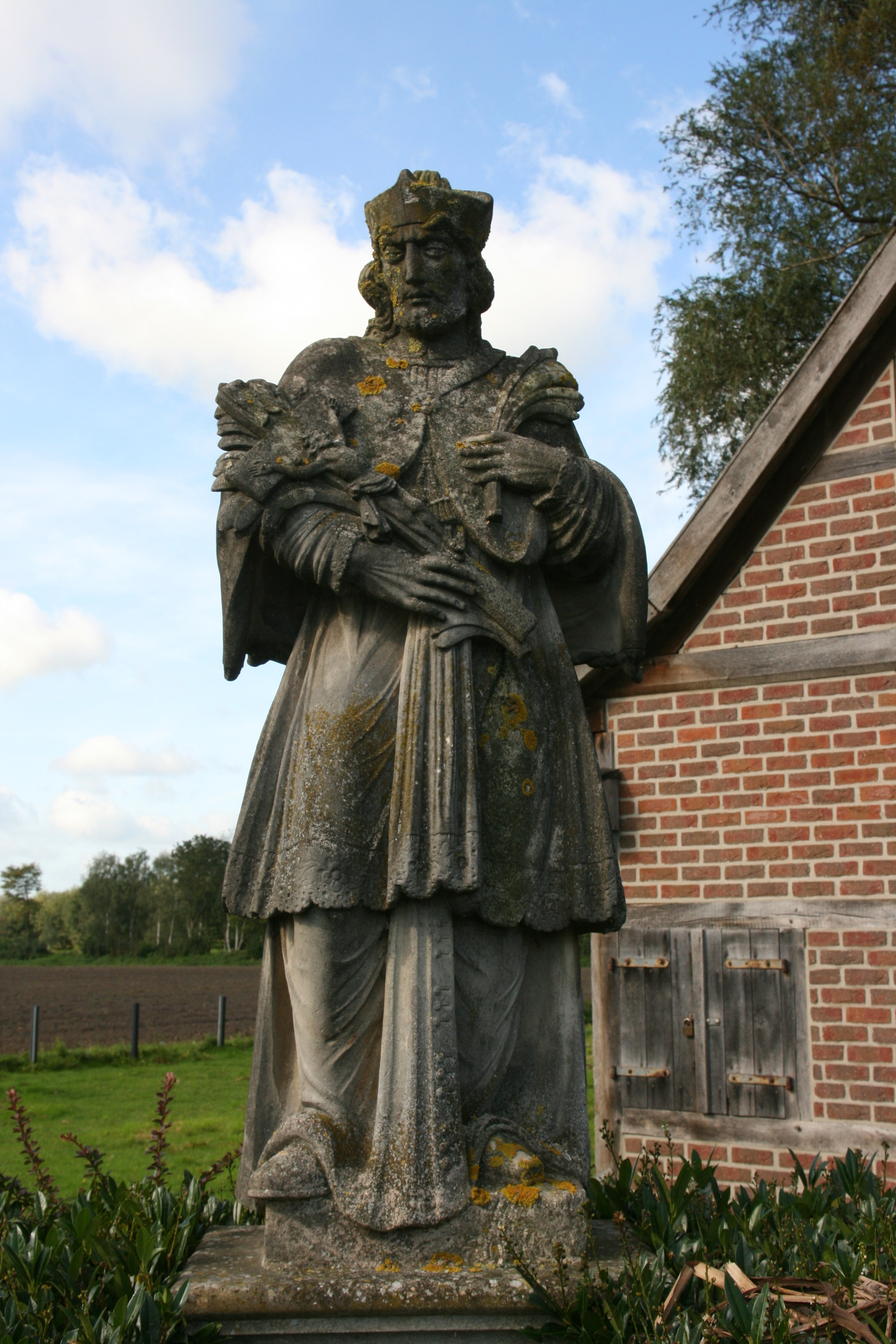